# کیلب فیرلی
کیلب فیرلی (انگلیسی: Caleb Fairly؛ زادهٔ ۱۹ فوریهٔ ۱۹۸۷) دوچرخه‌سوار اهل ایالات متحده آمریکا است.
از باشگاه‌هایی که در آن بازی کرده‌است می‌توان به تیم سانوب، کنندیل–دراپاک، اسپایدرتک–سی۱۰، اچ‌تی‌سی-هایرود، و کنندیل–دراپاک اشاره کرد.